# 北桑田郡
北桑田郡（日语：／ Kitakuwada gun */?）为過去京都府轄下的郡，已於2006年1月1日因無管轄町村而废除。
在1879年日本實施郡區町村編制法時的轄區包括現在的南丹市的北半部地區和京都市的北部部分地區（現分屬右京区和左京区）。

## 歷史
在令制國時代屬於山城國桑田郡；1879年實施郡區町村編制法時，桑田郡被分割為北桑田郡和南桑田郡，北桑田郡的郡役所設於比賀江村（位於現在的京都市右京區）。

### 沿革

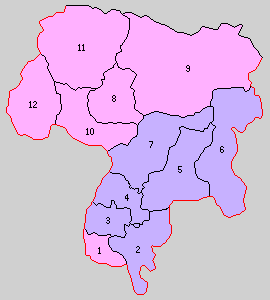
1889年北桑田郡轄下的行政區劃：
1.神吉村 2.細野村 3.宇津村 4.周山村 5.山國村 6.黑田村 7.弓削村 8.平屋村 9.知井村 10.宮島村 11.鶴岡村 12.大野村
（紫色：現屬京都市、桃色：現屬南丹市）

- 1889年04月1日：實施町村制，北桑田郡下設神吉村（日语：神吉村）、細野村（日语：細野村 (京都府)）、宇津村（日语：宇津村）、周山村、山國村（日语：山国村）、黑田村（日语：黒田村 (京都府)）、弓削村（日语：弓削村 (京都府)）、平屋村（日语：平屋村）、知井村（日语：知井村）、宮島村（日语：宮島村 (京都府)）、鶴岡村（日语：鶴ヶ岡村）、大野村（日语：大野村 (京都府北桑田郡)）。（12村）
- 1899年07月1日：實施郡制（日语：郡制），設立郡參事會（日语：郡参事会）。
- 1923年04月1日：廢除郡會和郡參事會。
- 1926年07月1日：廢除郡役所，此後郡不再作為行政區劃，只作為地名的表示。
- 1943年04月1日：周山村改制为周山町（日语：周山町）。（1町11村）
- 1955年03月1日：周山町、弓削村、山国村、细野村、黑田村、宇津村合并為京北町（日语：京北町）。（1町6村）
- 1955年4月1日： （2町） 
  - 平屋村、宫岛村、大野村、知井村、鹤冈村合并為美山町（日语：美山町_(京都府)）。
  - 神吉村被并入船井郡八木町（日语：八木町 (京都府)）[1]。
- 1957年04月1日：京北町的大字广河原地区被并入京都市，劃入左京区。[2]
- 2005年04月1日：京北町被并入京都市，劃入右京区。（1町）
- 2006年01月1日：美山町与船井郡園部町（日语：園部町）、八木町、日吉町（日语：日吉町 (京都府)）合并為南丹市[1]，同時北桑田郡因無管轄町村而被廢除。

### 變遷表
| 1889年4月1日            | 1889年 - 1926年 | 1926年 - 1944年     | 1945年 - 1954年     | 1955年 - 1988年               | 1955年 - 1988年               | 1989年 - 现在             | 现在                      |
| ----------------------- | --------------- | ------------------- | ------------------- | ----------------------------- | ----------------------------- | ------------------------- | ------------------------- |
| 周山村                  | 周山村          | 1943年4月1日 周山町 | 1943年4月1日 周山町 | 1955年3月1日 京北町           | 京北町                        | 2005年4月1日 并入京都市   | 京都市                    |
| 弓削村                  |                 |                     |                     | 1955年3月1日 京北町           | 京北町                        | 2005年4月1日 并入京都市   | 京都市                    |
| 山国村                  |                 |                     |                     | 1955年3月1日 京北町           | 京北町                        | 2005年4月1日 并入京都市   | 京都市                    |
| 细野村                  |                 |                     |                     | 1955年3月1日 京北町           | 京北町                        | 2005年4月1日 并入京都市   | 京都市                    |
| 宇津村                  |                 |                     |                     | 1955年3月1日 京北町           | 京北町                        | 2005年4月1日 并入京都市   | 京都市                    |
| 黑田村                  |                 |                     |                     | 1955年3月1日 京北町           |                               | 2005年4月1日 并入京都市   | 京都市                    |
| 1957年4月1日 并入京都市 |                 |                     |                     | 1955年3月1日 京北町           |                               |                           | 京都市                    |
| 平屋村                  | 平屋村          | 平屋村              | 平屋村              | 1955年4月1日 美山町           | 1955年4月1日 美山町           | 2006年1月1日 合併為南丹市 | 2006年1月1日 合併為南丹市 |
| 宫岛村                  |                 |                     |                     | 1955年4月1日 美山町           | 1955年4月1日 美山町           | 2006年1月1日 合併為南丹市 | 2006年1月1日 合併為南丹市 |
| 大野村                  |                 |                     |                     | 1955年4月1日 美山町           | 1955年4月1日 美山町           | 2006年1月1日 合併為南丹市 | 2006年1月1日 合併為南丹市 |
| 知井村                  |                 |                     |                     | 1955年4月1日 美山町           | 1955年4月1日 美山町           | 2006年1月1日 合併為南丹市 | 2006年1月1日 合併為南丹市 |
| 鹤冈村                  |                 |                     |                     | 1955年4月1日 美山町           | 1955年4月1日 美山町           | 2006年1月1日 合併為南丹市 | 2006年1月1日 合併為南丹市 |
| 神吉村                  | 神吉村          | 神吉村              | 神吉村              | 1955年4月1日 并入船井郡八木町 | 1955年4月1日 并入船井郡八木町 | 2006年1月1日 合併為南丹市 | 2006年1月1日 合併為南丹市 |